# Castell de Castellcir
El castell de Castellcir, o Castell Cir, és un castell romànic del terme municipal de Castellcir, a la comarca del Moianès. És un monument històric inscrit en el registre de Béns Culturals d'Interès Nacional del patrimoni català i en el de Béns d'Interès Cultural del patrimoni estatal amb el codi RI-51-0005246. L'accés al Castell és a través del Camí del Castell, que surt del nucli antic de Castellcir, a ran de la vella església parroquial de Sant Andreu, seguint cap al nord-est la vall de la riera de Castellcir. Quan es troba el torrent de Centelles, cal seguir pel costat nord de la vall i anar-se enfilant cap al nord-est, per arribar, a peu, al Castell de Castellcir.

## Història
Documentat des de l'any 1014, la seva principal funció era la defensa de la vall de la riera de Castellcir - el Tenes. Popularment, és conegut per castell de la Popa, nom al·lusiu a la forma del penyal que li fa de base, el qual li confereix un aspecte espectacular.

El Castell de la Popa, o de Castellcir, respecte del seu terme municipal

### Els Castellcir

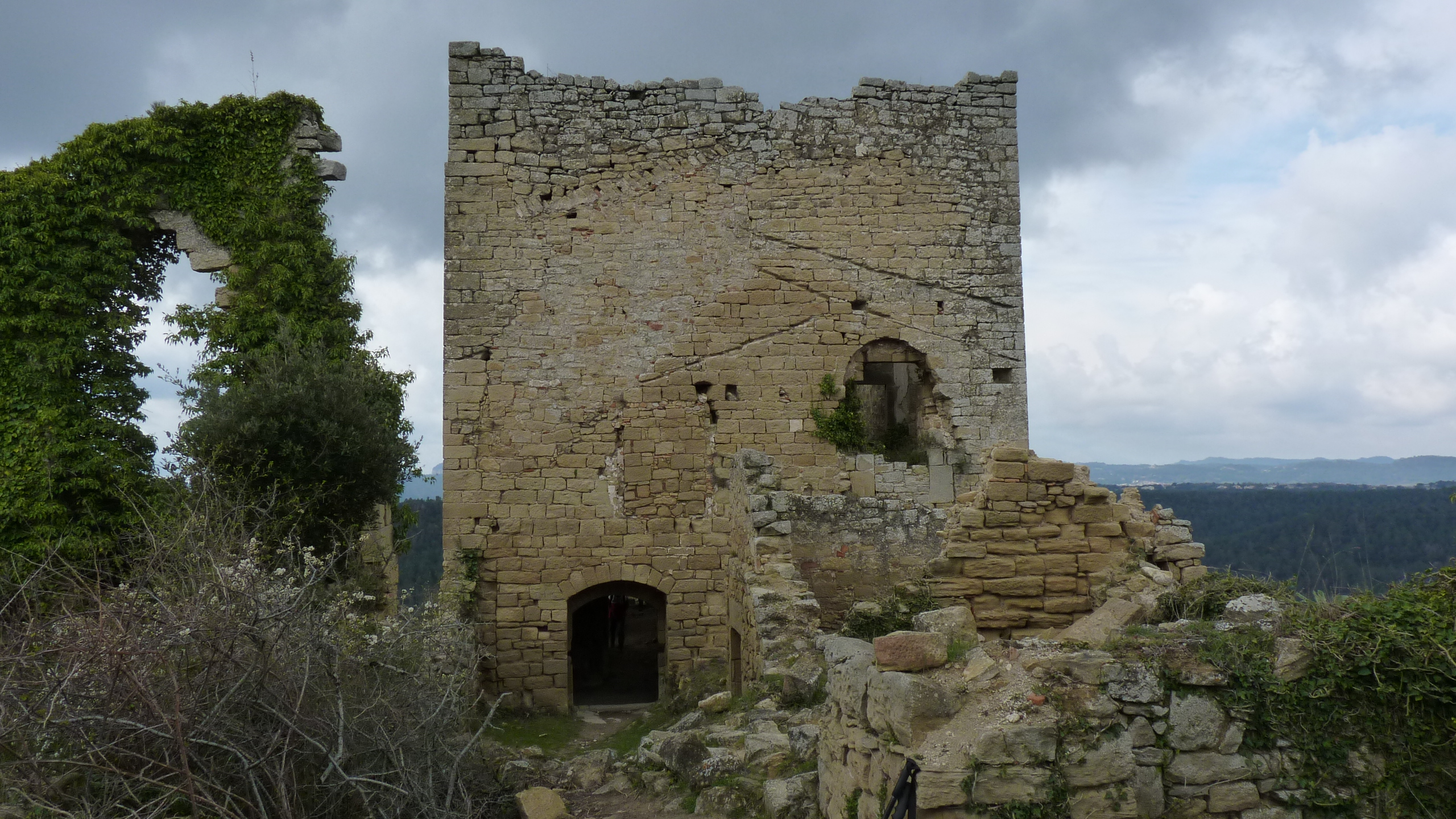
Façana meridional del castell

Amb la forma Castellcirvio, aquest castell apareix documentat el 1014 a la documentació de Sant Benet de Bages, tot i que anteriorment se sap de la seva existència, amb el nom de Castell de Tenes. A partir del 1020 s'abandona del tot la denominació antiga, i, amb variants com Castello-cirvi, Castro-cirvi o Castro Cervi, ja apareix en la forma que, amb el pas del temps, donaria Castell Cir i Castellcir.
A principis del segle xi aparegué la dinastia dels Castellcir, el més conegut de la qual és Gerard de Castellcir, qui el 1032 dotava l'església nova de Sant Andreu de Castellcir. El seu fill Guillem Gerard consta que s'havia criat a Sant Benet de Bages, i que era parent de l'abat Miró. Aquest darrer l'any 1070 tornava al monestir del Bages una sèrie de possessions en els termes de Castellterçol i Castellcir de les quals el seu pare, Gerard, s'havia apropiat de forma fraudulenta.
Al segle xii Castellcir experimenta un canvi d'orientació: Bertran de Castellcir, entre el 1113 i el 1120 es lliga al monestir de Santa Maria de l'Estany, fent-hi donacions i cedint-hi l'alt domini del castell. Així, se'n reconeixien vassalls, però alhora servaven per a ells el domini útil i directe de les terres i rendes del castell. Ben aviat els Castellcir començaren a forjar una fama de bel·licosos, que s'estén al llarg de la seva història, com es veurà tot seguit.
El 1107 va passar a domini de Guillem Ramon d'Òdena, un dels membres de la família Òdena, qui testà a favor d'Arnau i Ponça la Roca de Castellcir. El 1132 està documentat un Bernat, fill de Bertran, casat amb Dolça, de kastrum Ciruo, qui signa un censal amb el monestir de Santa Maria de l'Estany. El 1193 un membre de la mateixa família ingressa en el capítol de canonges de Vic, Guillem de Castellcir, qui hi aporta com a dot el mas Vall de Castellcir. Continua havent-hi esments a la família dels Castellcir: el 1228, Bernat de Castrociro renova la dependència de l'Estany, i el 1269 consta explícitament en un document que Castellcir pertanyia al monestir de l'Estany, cosa que es confirma encara en documents del 1287, 1294 i 1295. Fins aquells anys, la vida del castell i la seva relació amb l'Estany discorria aparentment sense estridències.
Tanmateix, el 1294 el castell fou assaltat pels soldats del rei Jaume el Just i en van enderrocar la torre mestra. Es tracta, sens dubte, d'una seqüela dels enfrontaments entre la casa de Montcada i el bisbe de Vic. Roger de Castellcir, en aquell moment senyor del castell, militava en el bàndol dels Montcada, i els seus enfrontaments amb l'església eren constants. El 1298, a Vic han de cobrir una canongia vacant per la cruel mort de Pere de Castell; el 1299 consta que Gilabert de Castellcir està excomunicat per l'assassinat d'un canonge de Vic i un altre clergue, i les ferides causades a un tercer. Es tracta, doncs, d'un cas clar: el conflicte dels de Castellcir amb els membres de l'església de Vic havien arribat a l'extrem. El castell de Castellcir fou refet per Roger i Gilabert de Castellcir el 1300, i, posteriorment, es feu la pau entre els Montcada i el bisbe de Vic, mitjançant la intervenció reial. Roger de Castellcir fou un dels comissionats dels Montcada davant del rei. Però no arribà del tot la pau: els de Castellcir entraren en conflicte amb els seus veïns, els Centelles, fins aleshores aliats seus en el bàndol dels Montcada. El 1337 la lluita era oberta entre les dues famílies; consta com una de les causes els abusos comesos per Gilabert de Castellcir i els seus fills Roger i Bernat contra la dona i la filla d'Eimeric de Centelles. Poc abans, el 1330, Marc de Castellcir, senyor d'aquest castell, havia pronunciat el jurament de fidelitat a Eimeric en el mateix castell de Centelles, però havia caigut una malvestat damunt de Marc de Centelles i la seva família, i havien mort el 1348. Es tractava de la Pesta negra. Gilabert els havia succeït.

### Els Planella

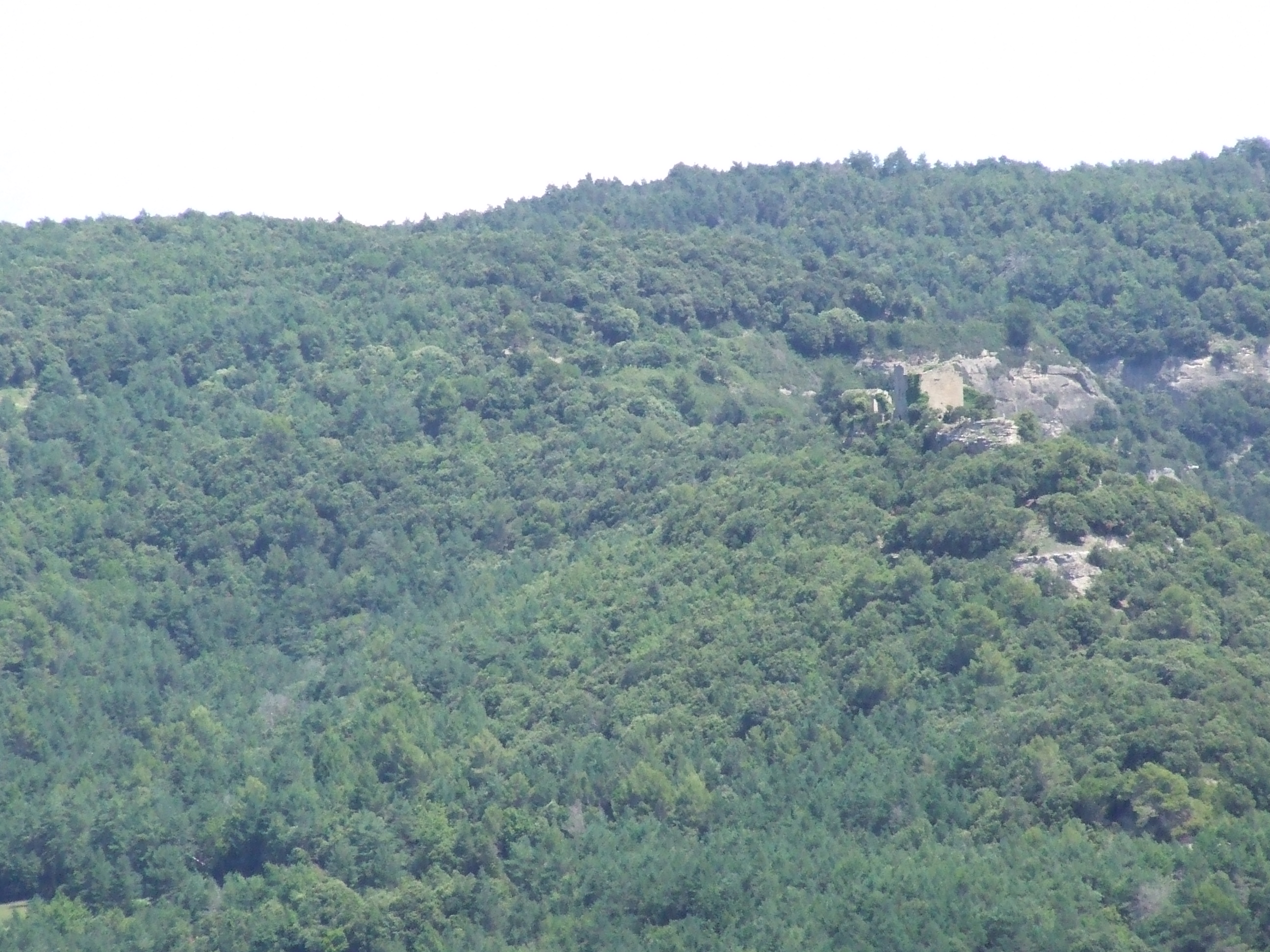
El castell, des del poble de Castellcir

El juny del 1337 els Centelles assetjaven el Castell Cir, i, finalment, el 1349 era presa a Gilabert de Castellcir, Guillot, la seva jurisdicció sobre el castell i terme. Gilabert de Centelles la comprava el 1363 al rei per 3.000 sous, però la venia als Bell-lloc ben aviat: en els fogatjaments de 1359 i de 1365-1370. El 1383 Castellcir era en mans de l'infant Joan, qui venia el castell altre cop per 3.000 sous a Ramon de Planella, que servia l'infant com a armer. Ramon de Planella ja havia rebut anys abans el Castell de Montbui i les seves parròquies. En aquell moment Pere de Planella era bisbe, primer d'Elna, després de Barcelona, i un altre Pere de Planella, cavaller, havia adquirit el Castell de Clarà i la vila de Moià. Els Planella esdevenien així una de les famílies més importants del Moianès i zones limítrofes.
El 1348 consta com a senyor de Castellcir Bernat de Planella, a qui succeí Ramon de Planella. Els Planella abandonaren Castellcir per anar a viure a Moià, i el 1389 declaraven ser senyors de Castellcir, Mura i Granera. El 1411 és Gispert de Planella, casat amb Joana de Vilanova, filla del senyor d'Esparreguera, i el 1439 és Isabel de Planella qui és reconeguda per la reuna Maria com a senyora de Castellcir. Esdevingué aleshores la guerra civil del segle xv, i els Planella es decantaren pel bàndol contrari a Joan el Sense Fe. Els joanistes, capitanejats pels Altarriba i els Verntallat, atacaren Castellcir, alhora que Marc de Planella moria en combat. El rei Joan II destituïa del senyoriu de Castellcir Pere de Planella, i n'atorgava el domini a un partidari joanista, Crisògon de Centelles, però després de la guerra, els Planella degueren recuperar-ne el domini.

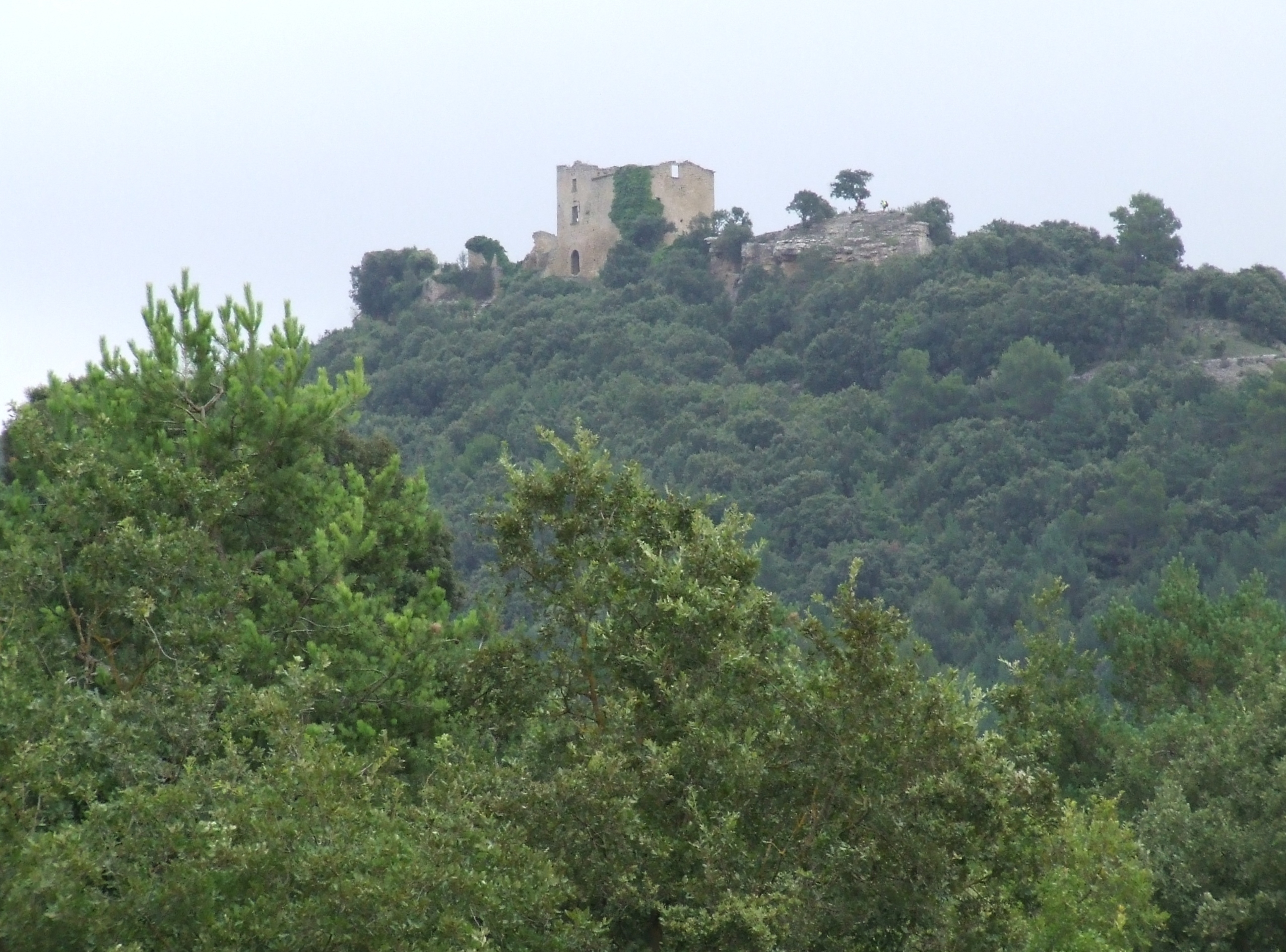
El castell, des de la Torrassa dels Moros

Els descendents dels Planella continuen amb el domini de possessions al Moianès i entorns, i aviat tornen a esmentar Castellcir entre els seus béns. El 1511 i el 1519 és Pere de Planella qui s'intitula senyor de Castellcir. El 1555 Joan de Planella, fill de Manuel de Planella, senyor de Calders i de Talamanca, és el senyor de Castellcir, i el 1560 i 1569 ho és Francesc de Planella. El 1599 Joan Francesc de Planella rebia les jurisdiccions anteriors, que havien estat confiscades pel rei a la branca principal de la seva mateixa família. Encara, el 1657 el virrei de Catalunya, marquès de Mortara, alliberava Joan Baptista de Planella d'allotjar tropes en el seu castell de Castellcir, i en els altres de la seva propietat.
Posteriorment, i fins al 1942, Castellcir ha pertangut a la mateixa família, sempre per transmissió directa, a través d'enllaços matrimonials. Els títols, però, anaren variant: comtes de Llar, barons de Maldà, marquesos de Castellbell... Finalment, el 1942 Enric Torelló i Cendra el comprà al seu propietari, Salvador de Vilallonga i de Càrcer, marquès de Castellbell, pare de José Luis de Vilallonga y Cabeza de Vaca.

## Arquitectura

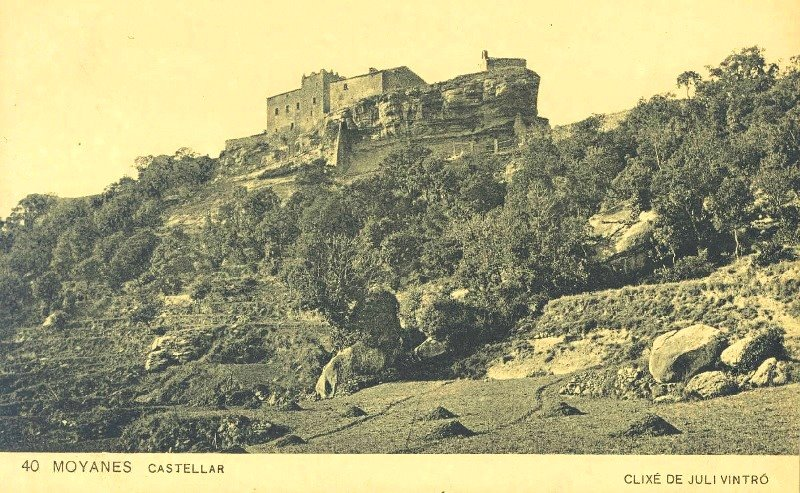
El castell de Castellcir, a principis del segle XX

El castell es va mantenir en força bon estat fins a principis del segle xx, com es pot apreciar en les fotografies conservades d'aquella època. En bona part, pel fet que, deixant de ser castell, va esdevenir masoveria i com a tal es mantingué habitat fins a gairebé mitjan segle xx. Una part de les dependències van ser aprofitades com a corrals, estables i pallers. Ara bé, des del seu abandonament definitiu la degradació ha augmentat exponencialment, fins a arribar a l'estat actual.
El conjunt del castell està format per les muralles, avui fragmentades, les restes de l'edifici principal i la capella de Sant Martí de la Roca. Les edificacions, encara imponents, ocupen una àrea de 570 m², repartits en una fortalesa de planta i dos pisos. Tot el castell de la Popa està aixecat sobre la pedra, sense fonaments i actualment presenta un avançat estat de degradació; les poques estructures que resten dempeus amenacen clarament la seva ruïna. La longitud de la plataforma on s'assenta el castell és d'uns 100 metres, mentre que l'amplada no supera mai els 7. Això fa que el recinte sigui allargassat, amb el cos principal cap a ponent i la capella en el de llevant. Les edificacions més antigues es troben a la part baixa del cos principal, i alguns elements propers a la capella.
El castell té un únic accés, situat al sector nord-oest del cos principal. És un portal adovellat en arc de mig punt, resseguit per un segon arc fals que realça les dovelles del primer. Un cop traspassat aquest portal, hom es troba dins del cos principal: un rectangle de 7,8 metres per 4, cobert amb volta de canó. Els murs que el sustenten són gruixuts: 1,35 m. La sala de la planta baixa es clou amb tres espitlleres que donen al sud-est, i dues portes, una a cada costat, que s'obren a les altres dependències del castell. De la sala que hi havia al nord-est, d'uns 9 metres de llarg, només en queden els basaments de les parets, on es pot veure una sagetera; al sud-oest hi havia una altra sala, aquesta de 10 metres de llargària, que tenia a l'interior una cisterna, possiblement molt posterior al castell primitiu. Restes de més dependències i del murs que cloïa el recinte es conserven completant els elements d'aquesta plataforma superior. Cal destacar especialment, a l'extrem est, hi ha la capella de Sant Martí de la Roca.
Està encara per determinar, però pot tenir relació amb la propera Torrassa dels Moros, situada a ponent del castell.

## Llegendes
S'han escrit diverses llegendes sobre el castell. Una d'elles narra que l'edifici feudal tenia una sortida subterrània que donava pas a un altre indret uns quilòmetres enllà, on hi havia una gran torre. Aquesta era coneguda amb el nom de la Torrassa i pertanyia als comtes de Llar. La gent, plena de curiositat, més d'un cop s'hi havia ficat a dins, però el fort vent apagava les torxes. Van passar molts anys, i els pagesos van tapar el forat: sempre s'hi perdien xais i porcs. No se sap res del cert, però es diu que a la Torrassa hi ha un xai d'or enterrat.